# Liste der Kapellen im Bistum Aachen – Region Krefeld
Die Liste der Kapellen im Bistum Aachen – Region Krefeld listet die pfarrgebundenen und Privatkapellen auf, die im Bereich der GdG Krefeld-Mitte, GdG Krefeld-Ost, GdG Krefeld-Süd, GdG Krefeld-Nord, GdG Krefeld-Nordwest und GdG Meerbusch (ohne den Ortsteil Büderich) im Bistum Aachen stehen. Die betreffenden Pfarren sind in der Liste der Kirchen im Bistum Aachen – Region Krefeld einsortiert. 

## Liste
| Bild | Name                      | Ort                         | Pfarrei              | Gemeinschaft der Gemeinden | Baudaten            |
| ---- | ------------------------- | --------------------------- | -------------------- | -------------------------- | ------------------- |
|      | Autobahnkapelle Geismühle | Krefeld-Oppum               |                      |                            | 1981                |
|      | Muttergotteskapelle       | Krefeld-Osterath            | Hildegundis von Meer | Hildegundis von Meer       | 1847                |
|      | Kapelle Haus Traar        | Krefeld-Traar               |                      |                            | Privatkapelle; 1669 |
|      | Kapelle St. Pankratius    | Meerbusch-Ossum-Bösinghoven | Hildegundis von Meer | Hildegundis von Meer       | 1868                |
|      | Michaelskapelle           | Krefeld-Uerdingen           | St. Peter, Uerdingen | Krefeld-Ost                | Anfang 15. Jh.      |